# Callicarpa nudiflora
Callicarpa nudiflora es una especie de planta medicinal perteneciente a la familia de las lamiáceas. Es originaria del Sudeste de Asia.

## Descripción
Son arbustos o árboles pequeños; con ramillas jóvenes, superficies abaxiales, e inflorescencias desigual tomentosas estrellado gris-marrón. Limbo de las hojas oval-elípticas a lanceoladas, de 12-22 x 4-7 cm, envés densamente gris-marrón tomentosas estrellado de forma desigual, adaxialmente verde oscuro-negro y glabrescente a excepción de las venas tomentosas estrelladas, obtusos base sub-redondeado, margen aserrado, ondulando ligeramente, o subenteros. Las inflorescencias en cimas de 8-13 cm de ancho, con pedúnculo de 3-8 cm; brácteas linear-lanceoladas. Pedicelo de 1 mm. Cáliz usualmente glabro. Corola púrpura al rosa, de 2 mm, glabra. Frutas de 2 mm de diámetro. Fl. Junio-agosto, fr. Agosto-diciembre.

## Distribución y hábitat
Se encuentra en los bosques mixtos; a una altitud de 1000 metros en Guangdong, Guangxi, Hainan, Bangladés, India, Malasia, Birmania, Singapur, Sri Lanka, Vietnam.

## Usos
Considerada una planta medicinal con un comercializado aceite esencial.

## Taxonomía
Callicarpa nudiflora fue descrita por Hook. & Arn. y publicado en The Botany of Captain Beechey's Voyage 206, pl. 46. 1841[1837].
Etimología
Callicarpa: nombre genérico derivado del griego kalli = "hermoso" y carpae = "fruta", refiriéndose a sus frutas bellamente coloreados.
nudiflora: epíteto latino que significa "con flores desnudas".
Sinonimia
- Callicarpa acuminata Roxb.
- Callicarpa acuminata var. angustifolia Metcalf
- Callicarpa macrophylla var. sinensis C.B.Clarke
- Callicarpa reevesii Wall. ex Walp.[5][6]